# Liste der Spiele um die Copa Roca
Die Liste enthält die Spiele der Fußballnationalmannschaften Argentiniens und Brasiliens um die Copa Roca seit ihrer ersten Austragung im Jahre 1914 mit statistischen Details.

## 1914
Der Sieger der ersten Austragung des Wettbewerbs wurde in einem Spiel ermittelt. Dieses fand in Argentinien statt.
Die Mannschaften hatten noch keinen Trainer im heutigen Sinne. Ein Ausschuss, bestehend aus dem Kapitän und weiteren Spielern, übernahm zu der Zeit diese Tätigkeit.
Die Spieler Argentiniens wurden von der FAF berufen. Der FAF war ein von der FIFA nicht anerkannter Verband, der sich vom argentinischen Fußballverband (AFA) getrennt hatte und zwischen 1912 und 1914 parallel Meisterschaften veranstaltete. Diese Meisterschaften wurden nach der mit dem AFA im Dezember 1914 rückwirkend anerkannt.
| Argentinien                                       | Argentinien | Brasilien | Brasilien |
| ------------------------------------------------- | --- | --- | --------- |
| Argentinien                                       | \| 27. September 1914 in Buenos Aires (Estadio GEBA) \| \| Ergebnis: 0:1 (0:1) \| \| Zuschauer: 17.200 \| \| Schiedsrichter: Alberto Borgerth ( Brasilien) \| | \| 27. September 1914 in Buenos Aires (Estadio GEBA) \| \| Ergebnis: 0:1 (0:1) \| \| Zuschauer: 17.200 \| \| Schiedsrichter: Alberto Borgerth ( Brasilien) \| | Brasilien |
| Argentinien                                       | Juan Rithner (Estudiantil Porteño) Diómedes Bernasconi (Estudiantes) Carlos Galup Lanús (Estudiantes) Ernesto Sande (CA Independiente) Ricardo Naón (Estudiantes) Roberto Leonardi (Estudiantes) Francisco Crespo (CA Tigre) Carlos Fernando Izaguirre (Estudiantil Porteño) Juan José Lamas (Estudiantes) Santiago Sayanes (Club de Gimnasia y Esgrima) Antonio Piaggio (Estudiantil Porteño) Cheftrainer: Spielerkomitee | Marcos (Fluminense FC) Nery (CR Flamengo) Píndaro (CR Flamengo) Rubens Salles (CA Paulistano) Mário Pernambuco (Fluminense FC) Sylvio Lagreca (AA São Bento) Adolpho Millon (CA Paulistano) Oswaldo Gomes (Fluminense FC) Bartho (Fluminense FC) Arthur Friedenreich (CA Ypiranga) Arnaldo (CA Paulistano) Cheftrainer: Spielerkomitee | Brasilien |
| Argentinien                                       | 0:1 Rubens Salles 13′ | | Brasilien |
| 27. September 1914 in Buenos Aires (Estadio GEBA) | | |           |
| Ergebnis: 0:1 (0:1)                               | | |           |
| Zuschauer: 17.200                                 | | |           |
| Schiedsrichter: Alberto Borgerth ( Brasilien)     | | |           |

## 1922
Bei der zweiten Austragung war das brasilianische Team gezwungen, mit einer Mannschaft anzutreten, die als Team B galt, da die eigentliche Mannschaft bei der Campeonato Sudamericano 1922 in Rio de Janeiro antrat. Das Team bestand im Wesentlichen aus Athleten von Klubs aus São Paulo.
| Brasilien                                               | Brasilien | Argentinien | Argentinien |
| ------------------------------------------------------- | --- | --- | ----------- |
| Brasilien                                               | \| 22. Oktober 1922 in São Paulo (Estádio Palestra Itália) \| \| Ergebnis: 2:1 (0:1) \| \| Zuschauer: 15.000 \| \| Schiedsrichter: Antônio Carneiro de Campos ( Brasilien) \| | \| 22. Oktober 1922 in São Paulo (Estádio Palestra Itália) \| \| Ergebnis: 2:1 (0:1) \| \| Zuschauer: 15.000 \| \| Schiedsrichter: Antônio Carneiro de Campos ( Brasilien) \| | Argentinien |
| Brasilien                                               | Afonso Mesquita (Portuguesa) Pedro Grané (CA Ypiranga) Clodô (CA Paulistano) Francisco Abatte (CA Paulistano) José Faragassi (CA Ypiranga) Nesi (São Cristóvão FR) Leite de Castro (Botafogo FR) Zezé (Fluminense FC) Gambarotto (SC Corinthians) Luiz Tepet (CA Ypiranga) Fidêncio Osses (CA Ypiranga) Reserve Francisco Chaves (Minas Gerais FC) Cheftrainer: Clodô | Américo Tesoriere (Boca Juniors) Adolfo Celli (Newell’s Old Boys) Pedro Castoldi (CS Barracas Bolívar) Alfredo Luis Chabrolín (Newell’s Old Boys) Ángel Médici (Boca Juniors) Emilio Solari (Boca Juniors) Marcelo De Césari (Newell’s Old Boys) Ángel Chiesa (Club Atlético Huracán) José Bruno Gaslini (Club Atlético Alvear) Julio Rivet (Club Atlético del Plata) Juan Francia (Rosario Central) Cheftrainer: Spielerkomitee | Argentinien |
| Brasilien                                               | 1:1 Gambarotto 55′ 2:1 Gambarotto 70′ | 0:1 Juan Francia 17′ | Argentinien |
| 22. Oktober 1922 in São Paulo (Estádio Palestra Itália) | | |             |
| Ergebnis: 2:1 (0:1)                                     | | |             |
| Zuschauer: 15.000                                       | | |             |
| Schiedsrichter: Antônio Carneiro de Campos ( Brasilien) | | |             |

## 1923
Nach der dritten Austragung 1923 konnte Brasilien den Pokal, aufgrund der festgelegten Regel von best of three, behalten.
| Argentinien                                                  | Argentinien | Brasilien | Brasilien |
| ------------------------------------------------------------ | --- | --- | --------- |
| Argentinien                                                  | \| 9. Dezember 1923 in Buenos Aires (Estadio Sportivo Barracas) \| \| Ergebnis: 2:0 (0:0) \| \| Zuschauer: 15.000 \| \| Schiedsrichter: Lorenzo Muzzio ( Argentinien) \| | \| 9. Dezember 1923 in Buenos Aires (Estadio Sportivo Barracas) \| \| Ergebnis: 2:0 (0:0) \| \| Zuschauer: 15.000 \| \| Schiedsrichter: Lorenzo Muzzio ( Argentinien) \| | Brasilien |
| Argentinien                                                  | Américo Tesoriere (Boca Juniors) Juan Carlos Iribarren (Argentinos Juniors) Ángel Médici (Boca Juniors) Ludovico Bidoglio (Boca Juniors) Roberto Seregni (Racing Club) Emilio Solari (Club Atlético Nueva Chicago) Cesáreo Onzari (Club Atlético Huracán) Antonio Cerrotti (Boca Juniors) Ángel Chiesa (Club Atlético Huracán) Adán Loizo (Club Atlético Huracán) Domingo Tarasconi (Boca Juniors) Cheftrainer: Ángel Vázquez | Nélson (CR Vasco da Gama) Pennafort (CR Flamengo) Mica (Botafogo SC) Alemão (Botafogo FR) Dino (CR Flamengo) Nesi (São Cristóvão FR) Paschoal (CR Vasco da Gama) Zezé (Fluminense FC) Coelho (Fluminense FC) Amaro Silveira (Goytacaz FC) Nilo (SC Brasil) Reserve Soda (Americano FC (RJ)) Cheftrainer: Chico Netto | Brasilien |
| Argentinien                                                  | 1:0 Dino 70′ (Eigentor) 2:0 Cesáreo Onzari 83′ | | Brasilien |
| 9. Dezember 1923 in Buenos Aires (Estadio Sportivo Barracas) | | |           |
| Ergebnis: 2:0 (0:0)                                          | | |           |
| Zuschauer: 15.000                                            | | |           |
| Schiedsrichter: Lorenzo Muzzio ( Argentinien)                | | |           |

## 1939/40
1938 entschlossen sich beide Fußballverbände, den Wettbewerb erneut zu organisieren. Die geänderten Regeln sahen ein Turnier vor, in dem der Sieger in zwei Spielen ermittelt werden sollte. Bei Gleichstand an Siegen oder zwei Unentschieden war ein Entscheidungsspiel vorgesehen.
Bei der vierten Austragung des Turniers musste der Sieger in vier Spielen ermittelt werden, da das erste Entscheidungsspiel Unentschieden endete.

### 1. Spiel
| Brasilien                                                | Brasilien | Argentinien | Argentinien |
| -------------------------------------------------------- | --- | --- | ----------- |
| Brasilien                                                | \| 15. Januar 1939 in Rio de Janeiro (Estádio São Januário) \| \| Ergebnis: 1:5 (0:3) \| \| Zuschauer: 40.000 \| \| Schiedsrichter: Carlos de Oliveira Monteiro ( Brasilien) \| | \| 15. Januar 1939 in Rio de Janeiro (Estádio São Januário) \| \| Ergebnis: 1:5 (0:3) \| \| Zuschauer: 40.000 \| \| Schiedsrichter: Carlos de Oliveira Monteiro ( Brasilien) \| | Argentinien |
| Brasilien                                                | Batatais (Portuguesa) Domingos da Guia (CR Vasco da Gama) Arthur Machado (Portuguesa) Bioró (Fluminense FC) Brandão (SC Corinthians) Médio da Guia (CR Flamengo) Luisinho (Palestra Italia) Romeu Pellicciari (Fluminense FC) Leônidas da Silva (CR Flamengo) Tim (Fluminense FC) Hércules de Miranda (Fluminense FC) Cheftrainer: Carlos de Oliveira Nascimento | Sebastián Gualco (CA San Lorenzo) Oscar Montañez (Club de Gimnasia y Esgrima) Sabino Coletta (CA Independiente) Arcadio López (Boca Juniors) Bruno Rodolfi (River Plate) Pedro Suárez (Boca Juniors) Carlos Peucelle (River Plate) Antonio Sastre (CA Independiente) Herminio Masantonio (Club Atlético Huracán) José Moreno (River Plate) Enrique García (Racing Club) Cheftrainer: Ángel Fernández Roca | Argentinien |
| Brasilien                                                | 1:5 Leônidas da Silva 61′ | 0:1 Enrique García 9′ 0:2 Herminio Masantonio 20′ 0:3 José Moreno 34′ 0:4 Herminio Masantonio 56′ 0:5 José Moreno 60′ | Argentinien |
| 15. Januar 1939 in Rio de Janeiro (Estádio São Januário) | | |             |
| Ergebnis: 1:5 (0:3)                                      | | |             |
| Zuschauer: 40.000                                        | | |             |
| Schiedsrichter: Carlos de Oliveira Monteiro ( Brasilien) | | |             |

### 2. Spiel
Das zweite Spiel verlief sehr turbulent und mit vielen Zwischenfällen. Nachdem der Schiedsrichter beim Stand von 2:2 Brasilien einen Strafstoß zugesprochen hatte, verließ das argentinische Team aus Protest das Spielfeld. Die brasilianische Mannschaft erzielte dann, nachdem die Argentinier schon das Feld verlassen hatten, noch das dritte Tor per Elfmeter und gewann damit das Spiel mit 3:2. Unklar ist, ob der argentinische Torhüter beim Elfmeter noch im Tor stand.
| Brasilien                                                | Brasilien | Argentinien | Argentinien |
| -------------------------------------------------------- | --- | --- | ----------- |
| Brasilien                                                | \| 22. Januar 1939 in Rio de Janeiro (Estádio São Januário) \| \| Ergebnis: 3:2 (1:2) \| \| Zuschauer: 40.000 \| \| Schiedsrichter: Carlos de Oliveira Monteiro ( Brasilien) \| | \| 22. Januar 1939 in Rio de Janeiro (Estádio São Januário) \| \| Ergebnis: 3:2 (1:2) \| \| Zuschauer: 40.000 \| \| Schiedsrichter: Carlos de Oliveira Monteiro ( Brasilien) \| | Argentinien |
| Brasilien                                                | Thadeu Boguszewski (Americano FC (RJ)) Domingos da Guia (CR Flamengo) Florindo Alves Ferreira (CR Vasco da Gama) Zezé Procópio (Botafogo FR) Brandão (SC Corinthians) Afonsinho (São Cristóvão FR) Adílson (Madureira EC) Romeu Pellicciari (Fluminense FC) Leônidas da Silva (CR Flamengo) José Perácio (Botafogo FR) Carreiro (São Cristóvão FR) Cheftrainer: Carlos de Oliveira Nascimento | Sebastián Gualco (CA San Lorenzo) Oscar Montañez (Club de Gimnasia y Esgrima) Sabino Coletta (CA Independiente) Arcadio López (Boca Juniors) Bruno Rodolfi (River Plate) Pedro Suárez (Boca Juniors) Carlos Peucelle (River Plate) Antonio Sastre (CA Independiente) Herminio Masantonio (Club Atlético Huracán) José Moreno (River Plate) Enrique García (Racing Club) Cheftrainer: Ángel Fernández Roca | Argentinien |
| Brasilien                                                | 1:0 Leônidas da Silva 15′ 2:2 Adílson 78′ 3:2 José Perácio 85′ (Strafstoß) | 1:1 Bruno Rodolfi 16′ 1:2 Enrique García 23′ | Argentinien |
| 22. Januar 1939 in Rio de Janeiro (Estádio São Januário) | | |             |
| Ergebnis: 3:2 (1:2)                                      | | |             |
| Zuschauer: 40.000                                        | | |             |
| Schiedsrichter: Carlos de Oliveira Monteiro ( Brasilien) | | |             |

### 3. Spiel
Das Entscheidungsspiel sollte eigentlich noch im Januar 1939 stattfinden, wurde allerdings aufgrund der Zwischenfälle im zweiten Spiel auf Februar 1940 verschoben. Am 18. Februar 1940 trennten sich die beiden Mannschaften in São Paulo mit 2:2 (1:1 nach regulärer Spielzeit), und so musste noch ein viertes Spiel ausgetragen werden.
| Brasilien                                               | Brasilien | Argentinien | Argentinien |
| ------------------------------------------------------- | --- | --- | ----------- |
| Brasilien                                               | \| 18. Februar 1940 in São Paulo (Estádio Palestra Itália) \| \| Ergebnis: 2:2 n. V. (1:0) \| \| Zuschauer: 40.000 \| \| Schiedsrichter: José Ferreira Lemos ( Brasilien) \| | \| 18. Februar 1940 in São Paulo (Estádio Palestra Itália) \| \| Ergebnis: 2:2 n. V. (1:0) \| \| Zuschauer: 40.000 \| \| Schiedsrichter: José Ferreira Lemos ( Brasilien) \| | Argentinien |
| Brasilien                                               | Aymoré Moreira (Botafogo FR) Jaú (CR Vasco da Gama) Junqueira (Palestra Italia) Afonsinho (São Cristóvão FR) Zarzur (CR Vasco da Gama) Argemiro (CR Vasco da Gama) Adílson (Madureira EC) Romeu Pellicciari (Fluminense FC) Leônidas da Silva (CR Flamengo) Tim (Fluminense FC) Carreiro (São Cristóvão FR) Cheftrainer: Sylvio Lagreca | Sebastián Gualco (CA San Lorenzo) José Salomón (Racing Club) Víctor Valussi (Boca Juniors) Manuel Araguez (CA Chacarita Juniors) Ángel Perucca (Newell’s Old Boys) Pedro Suárez (Boca Juniors) Carlos Peucelle (River Plate) Antonio Sastre (CA Independiente) Luis Eduardo Arrieta (CA Lanús) Emilio Baldonedo (Club Atlético Huracán) Enrique García (Racing Club) Reserve Fabio Cassán (CA Chacarita Juniors) Cheftrainer: Guillermo Stábile | Argentinien |
| Brasilien                                               | 1:0 Leônidas da Silva 45′ (Strafstoß) 2:1 Leônidas da Silva 92′ | 1:1 Fabio Cassán 74′ 2:2 Emilio Baldonedo 116′ | Argentinien |
| 18. Februar 1940 in São Paulo (Estádio Palestra Itália) | | |             |
| Ergebnis: 2:2 n. V. (1:0)                               | | |             |
| Zuschauer: 40.000                                       | | |             |
| Schiedsrichter: José Ferreira Lemos ( Brasilien)        | | |             |

### 4. Spiel
Argentinien gewann das Entscheidungsspiel am 25. Februar 1940 mit 3:0 und war damit Turniersieger.
| Brasilien                                               | Brasilien | Argentinien | Argentinien |
| ------------------------------------------------------- | --- | --- | ----------- |
| Brasilien                                               | \| 25. Februar 1940 in São Paulo (Estádio Palestra Itália) \| \| Ergebnis: 0:3 (0:1) \| \| Zuschauer: 40.000 \| \| Schiedsrichter: José Ferreira Lemos ( Brasilien) \| | \| 25. Februar 1940 in São Paulo (Estádio Palestra Itália) \| \| Ergebnis: 0:3 (0:1) \| \| Zuschauer: 40.000 \| \| Schiedsrichter: José Ferreira Lemos ( Brasilien) \| | Argentinien |
| Brasilien                                               | Aymoré Moreira (Botafogo FR) Jaú (CR Vasco da Gama) Florindo (CR Vasco da Gama) José Del Nero (Palestra Italia) Zarzur (CR Vasco da Gama) Argemiro (CR Vasco da Gama) Adílson (Madureira EC) Romeu Pellicciari (Fluminense FC) Leônidas da Silva (CR Flamengo) Tim (Fluminense FC) Carreiro (São Cristóvão FR) Reserve Brandão (SC Corinthians) Zeca Lopes (SC Corinthians) Cheftrainer: Sylvio Lagreca | Sebastián Gualco (CA San Lorenzo) José Salomón (Racing Club) Víctor Valussi (Boca Juniors) Manuel Araguez (CA Chacarita Juniors) Ángel Perucca (Newell’s Old Boys) Pedro Suárez (Boca Juniors) Carlos Peucelle (River Plate) Antonio Sastre (CA Independiente) Fabio Cassán (CA Chacarita Juniors) Emilio Baldonedo (Club Atlético Huracán) Enrique García (Racing Club) Reserve Juan Zorrilla (CA Independiente) Manuel Fidel (Club de Gimnasia y Esgrima) Cheftrainer: Guillermo Stábile | Argentinien |
| Brasilien                                               | 0:1 Emilio Baldonedo 35′ 0:2 Manuel Fidel 87′ 0:3 Antonio Sastre 89′ | | Argentinien |
| 25. Februar 1940 in São Paulo (Estádio Palestra Itália) | | |             |
| Ergebnis: 0:3 (0:1)                                     | | |             |
| Zuschauer: 40.000                                       | | |             |
| Schiedsrichter: José Ferreira Lemos ( Brasilien)        | | |             |

## 1940
Das für 1940 in Argentinien geplante Turnier fand gleich im Anschluss an die Austragung 1939/40 statt. Auch bei der fünften Auflage wurde ein Entscheidungsspiel notwendig.

### 1. Spiel
| Argentinien                                      | Argentinien | Brasilien | Brasilien |
| ------------------------------------------------ | --- | --- | --------- |
| Argentinien                                      | \| 5. März 1940 in Buenos Aires (Estadio Gasómetro) \| \| Ergebnis: 6:1 \| \| Schiedsrichter: Bartolomé Macias ( Argentinien) \| | \| 5. März 1940 in Buenos Aires (Estadio Gasómetro) \| \| Ergebnis: 6:1 \| \| Schiedsrichter: Bartolomé Macias ( Argentinien) \| | Brasilien |
| Argentinien                                      | Sebastián Gualco (CA San Lorenzo) José Salomón (Racing Club) Víctor Valussi (Boca Juniors) Manuel Araguez (CA Chacarita Juniors) Ángel Perucca (Newell’s Old Boys) Pedro Suárez (Boca Juniors) Carlos Peucelle (River Plate) Antonio Sastre (CA Independiente) Herminio Masantonio (Club Atlético Huracán) Emilio Baldonedo (Club Atlético Huracán) Enrique García (Racing Club) Reserve Ernesto González (CA San Lorenzo) Cheftrainer: Guillermo Stábile | Aymoré Moreira (Botafogo FR) Jaú (CR Vasco da Gama) Florindo (CR Vasco da Gama) Zezé Procópio (Botafogo FR) Zarzur (CR Vasco da Gama) Argemiro (CR Vasco da Gama) Zeca Lopes (SC Corinthians) Romeu Pellicciari (Fluminense FC) Carvalho Leite (Botafogo FR) Jair Rosa Pinto (Madureira EC) Carreiro (Fluminense FC) Reserve Jurandyr (Palestra Italia) Cheftrainer: Jayme Barcelos | Brasilien |
| Argentinien                                      | 1:0 Herminio Masantonio 2:0 Carlos Peucelle 3:0 Carlos Peucelle 4:1 Carlos Peucelle 5:1 Emilio Baldonedo 6:1 Herminio Masantonio | 3:1 Jair Rosa Pinto | Brasilien |
| 5. März 1940 in Buenos Aires (Estadio Gasómetro) | | |           |
| Ergebnis: 6:1                                    | | |           |
| Schiedsrichter: Bartolomé Macias ( Argentinien)  | | |           |

### 2. Spiel
| Argentinien                                       | Argentinien | Brasilien | Brasilien |
| ------------------------------------------------- | --- | --- | --------- |
| Argentinien                                       | \| 10. März 1940 in Buenos Aires (Estadio Gasómetro) \| \| Ergebnis: 2:3 \| \| Schiedsrichter: Bartolomé Macias ( Argentinien) \| | \| 10. März 1940 in Buenos Aires (Estadio Gasómetro) \| \| Ergebnis: 2:3 \| \| Schiedsrichter: Bartolomé Macias ( Argentinien) \| | Brasilien |
| Argentinien                                       | Sebastián Gualco (CA San Lorenzo) José Salomón (Racing Club) Víctor Valussi (Boca Juniors) Manuel Araguez (CA Chacarita Juniors) Ángel Perucca (Newell’s Old Boys) Pedro Suárez (Boca Juniors) Carlos Peucelle (River Plate) José Moreno (River Plate) Herminio Masantonio (Club Atlético Huracán) Emilio Baldonedo (Club Atlético Huracán) Enrique García (Racing Club) Reserve Fabio Cassán (CA Chacarita Juniors) Cheftrainer: Guillermo Stábile | Nascimento (CR Vasco da Gama) Norival (Fluminense FC) Florindo (CR Vasco da Gama) Zezé Procópio (Botafogo FR) Zarzur (CR Vasco da Gama) Argemiro (CR Vasco da Gama) Lelé (Madureira EC) Romeu Pellicciari (Fluminense FC) Leônidas da Silva (CR Flamengo) Jair Rosa Pinto (Madureira EC) Hércules de Miranda (Fluminense FC) Reserve Zeca Lopes (SC Corinthians) Carreiro (Fluminense FC) Cheftrainer: Jayme Barcelos | Brasilien |
| Argentinien                                       | 1:0 Hércules de Miranda 2:2 Hércules de Miranda 3:2 Leônidas da Silva | 1:1 Emilio Baldonedo 1:2 Emilio Baldonedo | Brasilien |
| 10. März 1940 in Buenos Aires (Estadio Gasómetro) | | |           |
| Ergebnis: 2:3                                     | | |           |
| Schiedsrichter: Bartolomé Macias ( Argentinien)   | | |           |

### 3. Spiel
| Argentinien                                               | Argentinien | Brasilien | Brasilien |
| --------------------------------------------------------- | --- | --- | --------- |
| Argentinien                                               | \| 17. März 1940 in Buenos Aires (Estádio Almirante Cordero) \| \| Ergebnis: 5:1 \| \| Schiedsrichter: Bartolomé Macias ( Argentinien) \| | \| 17. März 1940 in Buenos Aires (Estádio Almirante Cordero) \| \| Ergebnis: 5:1 \| \| Schiedsrichter: Bartolomé Macias ( Argentinien) \| | Brasilien |
| Argentinien                                               | Sebastián Gualco (CA San Lorenzo) José Salomón (Racing Club) Víctor Valussi (Boca Juniors) Manuel Araguez (CA Chacarita Juniors) Raúl Leguizamón (CA Independiente) Pedro Suárez (Boca Juniors) Carlos Peucelle (River Plate) Antonio Sastre (CA Independiente) Herminio Masantonio (Club Atlético Huracán) Emilio Baldonedo (Club Atlético Huracán) Enrique García (Racing Club) Reserve Roberto Sbarra (Estudiantes) Fabio Cassán (CA Chacarita Juniors) Cheftrainer: Guillermo Stábile | Jurandyr (Palestra Italia) Norival (Fluminense FC) Florindo (CR Vasco da Gama) Zezé Procópio (Botafogo FR) Zarzur (CR Vasco da Gama) Argemiro (CR Vasco da Gama) Zeca Lopes (SC Corinthians) Romeu Pellicciari (Fluminense FC) Leônidas da Silva (CR Flamengo) Jair Rosa Pinto (Madureira EC) Carreiro (Fluminense FC) Reserve Carvalho Leite (Botafogo FR) Cheftrainer: Jayme Barcelos | Brasilien |
| Argentinien                                               | 1:0 Emilio Baldonedo 2:0 Herminio Masantonio 3:0 Carlos Peucelle 4:1 Emilio Baldonedo 5:1 Fabio Cassán | 3:1 Leônidas da Silva | Brasilien |
| 17. März 1940 in Buenos Aires (Estádio Almirante Cordero) | | |           |
| Ergebnis: 5:1                                             | | |           |
| Schiedsrichter: Bartolomé Macias ( Argentinien)           | | |           |

## 1945
Die sechste Auflage wurde ebenfalls in einem Entscheidungsspiel entschieden.

### 1. Spiel
| Argentinien                                          | Argentinien | Brasilien | Brasilien |
| ---------------------------------------------------- | --- | --- | --------- |
| Argentinien                                          | \| 16. Dezember 1945 in São Paulo (Estádio do Pacaembu) \| \| Ergebnis: 4:3 (2:2) \| \| Zuschauer: 59.163 \| \| Schiedsrichter: Mário Vianna ( Brasilien) \| | \| 16. Dezember 1945 in São Paulo (Estádio do Pacaembu) \| \| Ergebnis: 4:3 (2:2) \| \| Zuschauer: 59.163 \| \| Schiedsrichter: Mário Vianna ( Brasilien) \| | Brasilien |
| Argentinien                                          | Claudio Vacca (Boca Juniors) José Salomón (Racing Club) Juan Carlos Sobrero (Newell’s Old Boys) Carlos Adolfo Sosa (Boca Juniors) Ángel Perucca (Newell’s Old Boys) José Ramos (River Plate) Mario Boyé (Boca Juniors) Norberto Méndez (Club Atlético Huracán) Adolfo Pedernera (River Plate) Ángel Labruna (River Plate) Ezra Sued (Racing Club) Reserve Juan Carlos Fonda (Club Atlético Platense) Juan Carlos Salvini (Club Atlético Huracán) Cheftrainer: Guillermo Stábile | Moacyr Barbosa (CR Vasco da Gama) Rui Campos (FC São Paulo) Domingos da Guia (SC Corinthians) Norival (Fluminense FC) Zezé Procópio (Botafogo FR) Jaime de Almeida (CR Flamengo) Zizinho (CR Flamengo) Tesourinha (SC Internacional) Leônidas da Silva (CR Flamengo) Ademir de Menezes (CR Vasco da Gama) Chico (CR Vasco da Gama) Reserve Oberdan Cattani (SE Palmeiras) Lelé (Madureira EC) Jair Rosa Pinto (CR Vasco da Gama) Cheftrainer: Flávio Costa | Brasilien |
| Argentinien                                          | 1:1 Adolfo Pedernera 14′ 2:1 Mario Boyé 39′ 3:3 Ezra Sued 62′ 4:3 Ángel Labruna 64′ | 0:1 José Salomón 9′ (Eigentor) 2:2 Zizinho 43′ 2:3 Ademir de Menezes 55′ | Brasilien |
| Argentinien                                          | Juan Carlos Fonda | | Brasilien |
| 16. Dezember 1945 in São Paulo (Estádio do Pacaembu) | | |           |
| Ergebnis: 4:3 (2:2)                                  | | |           |
| Zuschauer: 59.163                                    | | |           |
| Schiedsrichter: Mário Vianna ( Brasilien)            | | |           |

### 2. Spiel
| Brasilien                                                  | Brasilien | Argentinien | Argentinien |
| ---------------------------------------------------------- | --- | --- | ----------- |
| Brasilien                                                  | \| 20. Dezember 1945 in Rio de Janeiro (Estádio São Januário) \| \| Ergebnis: 6:2 (2:1) \| \| Zuschauer: 50.000 \| \| Schiedsrichter: Mário Vianna ( Brasilien) \| | \| 20. Dezember 1945 in Rio de Janeiro (Estádio São Januário) \| \| Ergebnis: 6:2 (2:1) \| \| Zuschauer: 50.000 \| \| Schiedsrichter: Mário Vianna ( Brasilien) \| | Argentinien |
| Brasilien                                                  | Ary Nogueira César (Botafogo FR) Rui Campos (FC São Paulo) Domingos da Guia (SC Corinthians) Norival (Fluminense FC) Zezé Procópio (Botafogo FR) Jaime de Almeida (CR Flamengo) Zizinho (CR Flamengo) Eduardo Lima (SE Palmeiras) Leônidas da Silva (CR Flamengo) Ademir de Menezes (CR Vasco da Gama) Chico (CR Vasco da Gama) Reserve Heleno de Freitas (Botafogo FR) Cheftrainer: Flávio Costa | Claudio Vacca (Boca Juniors) José Marante (Boca Juniors) Juan Carlos Sobrero (Newell’s Old Boys) Carlos Adolfo Sosa (Boca Juniors) Ángel Perucca (Newell’s Old Boys) José Ramos (River Plate) Mario Boyé (Boca Juniors) René Pontoni (CA San Lorenzo) Adolfo Pedernera (River Plate) Rinaldo Martino (CA San Lorenzo) Ezra Sued (Racing Club) Reserve Juan Carlos Fonda (Club Atlético Platense) Ángel Labruna (River Plate) José Batagliero (CA Independiente) Cheftrainer: Guillermo Stábile | Argentinien |
| Brasilien                                                  | 1:1 Ademir de Menezes 34′ 2:1 Leônidas da Silva 39′ 3:2 Zizinho 64′ 4:2 Chico 75′ 5:2 Heleno de Freitas 82′ 6:2 Ademir de Menezes 84′ | 0:1 Adolfo Pedernera 30′ 2:2 Rinaldo Martino 46′ | Argentinien |
| 20. Dezember 1945 in Rio de Janeiro (Estádio São Januário) | | |             |
| Ergebnis: 6:2 (2:1)                                        | | |             |
| Zuschauer: 50.000                                          | | |             |
| Schiedsrichter: Mário Vianna ( Brasilien)                  | | |             |

### 3. Spiel
| Brasilien                                                  | Brasilien | Argentinien | Argentinien |
| ---------------------------------------------------------- | --- | --- | ----------- |
| Brasilien                                                  | \| 23. Dezember 1945 in Rio de Janeiro (Estádio São Januário) \| \| Ergebnis: 3:1 (2:1) \| \| Zuschauer: 25.748 \| \| Schiedsrichter: Mário Vianna ( Brasilien) \| \| Spielbericht \| | \| 23. Dezember 1945 in Rio de Janeiro (Estádio São Januário) \| \| Ergebnis: 3:1 (2:1) \| \| Zuschauer: 25.748 \| \| Schiedsrichter: Mário Vianna ( Brasilien) \| \| Spielbericht \| | Argentinien |
| Brasilien                                                  | Ary Nogueira César (Botafogo FR) Rui Campos (FC São Paulo) Domingos da Guia 46. (SC Corinthians) Norival (Fluminense FC) Zezé Procópio (Botafogo FR) Jaime de Almeida (CR Flamengo) Zizinho (CR Flamengo) Eduardo Lima (SE Palmeiras) Heleno de Freitas 72. (Botafogo FR) Ademir de Menezes (CR Vasco da Gama) Chico (CR Vasco da Gama) Reserve Newton Canegal 46. (CR Flamengo) Leônidas da Silva 72. (CR Flamengo) Cheftrainer: Flávio Costa | Gabriel Ogando (Estudiantes) José Salomón (Racing Club) Jorge Alberti (Club Atlético Huracán) Juan Carlos Fonda (Club Atlético Platense) José Batagliero 44. (CA Independiente) León Strembel 22. (Racing Club) Juan Carlos Salvini (Club Atlético Huracán) Ángel Labruna (River Plate) Adolfo Pedernera 63. (River Plate) Rinaldo Martino (CA San Lorenzo) Ezra Sued (Racing Club) Reserve Ángel Perucca 22. (Newell’s Old Boys) José Ramos 44. (River Plate) René Pontoni 63. (CA San Lorenzo) Cheftrainer: Guillermo Stábile | Argentinien |
| Brasilien                                                  | 1:0 Heleno de Freitas 14′ 2:0 Eduardo Lima 40′ 3:1 Juan Carlos Fonda 77′ (Eigentor) | 2:1 Rinaldo Martino 45′ | Argentinien |
| 23. Dezember 1945 in Rio de Janeiro (Estádio São Januário) | | |             |
| Ergebnis: 3:1 (2:1)                                        | | |             |
| Zuschauer: 25.748                                          | | |             |
| Schiedsrichter: Mário Vianna ( Brasilien)                  | | |             |
| Spielbericht                                               | | |             |

## 1957
Im ersten Spiel der siebten Auflage 1957 gab der sechzehnjährige Pelé sein Debüt in der Nationalmannschaft von Brasilien. Er wurde nach der Halbzeitpause eingewechselt und erzielte in der 76. Minute sein erstes Tor für die Auswahl Brasiliens.
Ebenso kam mit Antonio Garabal von Atlético Madrid das erste Mal ein Spieler zum Einsatz, der zu dem Zeitpunkt nicht in einer Liga der beiden Verbände spielte.
Der Wettbewerb wurde im zweiten Spiel nach Verlängerung entschieden.

### 1. Spiel
| Brasilien                                  | Brasilien | Argentinien | Argentinien |
| ------------------------------------------ | --- | --- | ----------- |
| Brasilien                                  | \| 7. Juli 1957 in Rio de Janeiro (Maracanã) \| \| Ergebnis: 1:2 (0:1) \| \| Zuschauer: 80.000 \| \| Schiedsrichter: Erwin Hieger ( Österreich) \| | \| 7. Juli 1957 in Rio de Janeiro (Maracanã) \| \| Ergebnis: 1:2 (0:1) \| \| Zuschauer: 80.000 \| \| Schiedsrichter: Erwin Hieger ( Österreich) \| | Argentinien |
| Brasilien                                  | 01 Castilho (Fluminense FC) 02 Paulinho (CR Vasco da Gama) 03 Hilderaldo Bellini (CR Vasco da Gama) 04 Jadir (CR Flamengo) 06 Oreco (SC Corinthians) 05 Zito 70. (FC Santos) 10 Luizinho (SC Corinthians) 07 Mauro Raphael (FC São Paulo) 08 José Altafini 46. (SE Palmeiras) 09 Del Vecchio 46. (FC Santos) 11 Tite (FC Santos) Reserve Moacir 46. (CR Flamengo) Pelé 46. (FC Santos) Urubatão 70. (FC Santos) Cheftrainer: Sylvio Pirillo | Amadeo Carrizo (River Plate) Federico Pizarro (CA San Lorenzo) Federico Vairo (River Plate) Fernando Gianserra (CA Tigre) Néstor Rossi 77. (River Plate) Juan Urriolabeitía (River Plate) Oreste Corbatta (Racing Club) José Ruben Herrera 70. (CA San Lorenzo) Miguel Antonio Juárez 79. (Rosario Central) Ángel Labruna (River Plate) Ramon Felipe Moyano (CA Lanús) Reserve Antonio Garabal 70. (Atlético Madrid) Juan Héctor Guidi 77. (CA Lanús) Manuel Blanco 79. (Racing Club) Cheftrainer: Guillermo Stábile | Argentinien |
| Brasilien                                  | 1:1 Pelé 76′ | 0:1 Ángel Labruna 30′ 1:2 Miguel Antonio Juárez 77′ | Argentinien |
| 7. Juli 1957 in Rio de Janeiro (Maracanã)  | | |             |
| Ergebnis: 1:2 (0:1)                        | | |             |
| Zuschauer: 80.000                          | | |             |
| Schiedsrichter: Erwin Hieger ( Österreich) | | |             |

### 2. Spiel
| Brasilien                                        | Brasilien | Argentinien | Argentinien |
| ------------------------------------------------ | --- | --- | ----------- |
| Brasilien                                        | \| 10. Juli 1957 in São Paulo (Estádio do Pacaembu) \| \| Ergebnis: 2:0 n. V. (1:0 nach 90 Min.) \| \| Zuschauer: 40.000 \| \| Schiedsrichter: John Husband ( England) \| | \| 10. Juli 1957 in São Paulo (Estádio do Pacaembu) \| \| Ergebnis: 2:0 n. V. (1:0 nach 90 Min.) \| \| Zuschauer: 40.000 \| \| Schiedsrichter: John Husband ( England) \| | Argentinien |
| Brasilien                                        | 01 Gilmar (SC Corinthians) 02 Djalma Santos (Portuguesa) 03 Hilderaldo Bellini (CR Vasco da Gama) 06 Oreco (SC Corinthians) 05 Zito (FC Santos) 04 Jadir (CR Flamengo) 07 Maurinho (FC São Paulo) 08 Pelé (FC Santos) 09 Mazzola (SE Palmeiras) 10 Luizinho (SC Corinthians) 11 Pepe (FC Santos) Reserve Del Vecchio (FC Santos) Cheftrainer: Sylvio Pirillo | Amadeo Carrizo (River Plate) Juan Carlos Biagioli (Rosario Central) Juan Urriolabeitía (River Plate) Fernando Gianserra (CA Tigre) Néstor Rossi (River Plate) Federico Vairo (River Plate) Oreste Corbatta (Racing Club) José Ruben Herrera (CA San Lorenzo) Miguel Antonio Juárez (Rosario Central) Ángel Labruna (River Plate) Alberto Sesti (CA Independiente) Reserve Julio Musimessi (Newell’s Old Boys) Juan Héctor Guidi (CA Lanús) Hector Edelmiro Antonio 79. (Estudiantes) Cheftrainer: Guillermo Stábile | Argentinien |
| Brasilien                                        | 1:0 Pelé 20′ 2:0 Mazzola 56′ | | Argentinien |
| 10. Juli 1957 in São Paulo (Estádio do Pacaembu) | | |             |
| Ergebnis: 2:0 n. V. (1:0 nach 90 Min.)           | | |             |
| Zuschauer: 40.000                                | | |             |
| Schiedsrichter: John Husband ( England)          | | |             |

## 1960
Bei der Austragung Nummer acht um den Pokal gewann Brasilien im zweiten Spiel nach Verlängerung.

### 1. Spiel
| Argentinien                                                                | Argentinien | Brasilien | Brasilien |
| -------------------------------------------------------------------------- | --- | --- | --------- |
| Argentinien                                                                | \| 26. Mai 1960 in Buenos Aires (Estadio Monumental Antonio Vespucio Liberti) \| \| Ergebnis: 4:2 (2:0) \| | \| 26. Mai 1960 in Buenos Aires (Estadio Monumental Antonio Vespucio Liberti) \| \| Ergebnis: 4:2 (2:0) \| | Brasilien |
| Argentinien                                                                | Osvaldo Santos Ayala (Boca Juniors) Carlos Álvarez Rubén Marino Navarro (CA Independiente) Murió José Nazionale (Unión de Santa Fe) Marcelo Etchegaray (River Plate) Juan Héctor Guidi (CA Lanús) Martín Pando (Argentinos Juniors) Osvaldo Nardiello (Boca Juniors) Osvaldo Carceo (Argentinos Juniors) Jorge Edgardo D’Ascenzo (CA Independiente) Raúl Belén (Racing Club) Reserve Héctor Rubén Berón (Newell’s Old Boys) Juan Héctor Guidi (Ferro Carril Oeste) Cheftrainer: Guillermo Stábile | 01 Gilmar (SC Corinthians) 02 Djalma Santos (Portuguesa) 03 Hilderaldo Bellini (CR Vasco da Gama) 06 Vitor Lituano (FC São Paulo) 04 Geraldo Scotto (SE Palmeiras) 05 Dino Sani (FC São Paulo) 08 Chinesinho (SE Palmeiras) 07 Júlio Botelho (SE Palmeiras) 09 Servílio (Portuguesa) 10 Almir Pernambuquinho (SC Corinthians) 11 Roberto Frojuelo (FC São Paulo) Reserve Sabará (CR Vasco da Gama) Delém (CR Vasco da Gama) Cheftrainer: Vicente Feola | Brasilien |
| Argentinien                                                                | 1:0 Osvaldo Nardiello 11′ 2:0 Osvaldo Nardiello 26′ 3:1 Jorge Edgardo D’Ascenzo 60′ 4:2 Raúl Belén 89′ | 2:1 Djalma Santos 59′ (Strafstoß) 3:2 Delém 73′ | Brasilien |
| 26. Mai 1960 in Buenos Aires (Estadio Monumental Antonio Vespucio Liberti) | | |           |
| Ergebnis: 4:2 (2:0)                                                        | | |           |

### 2. Spiel
Nach der regulären Spielzeit stand es 2:0 für Brasilien. Aufgrund des Torverhältnisses von 4:4 aus beiden Spielen ging das Spiel in die Verlängerung.
| Argentinien                                                                | Argentinien | Brasilien | Brasilien |
| -------------------------------------------------------------------------- | --- | --- | --------- |
| Argentinien                                                                | \| 29. Mai 1960 in Buenos Aires (Estadio Monumental Antonio Vespucio Liberti) \| \| Ergebnis: 1:4 n. V. (0:2 nach 90 Min.) \| \| Spielbericht \| | \| 29. Mai 1960 in Buenos Aires (Estadio Monumental Antonio Vespucio Liberti) \| \| Ergebnis: 1:4 n. V. (0:2 nach 90 Min.) \| \| Spielbericht \| | Brasilien |
| Argentinien                                                                | Osvaldo Santos Ayala (Boca Juniors) Carlos Álvarez Rubén Marino Navarro (CA Independiente) Murió José Nazionale (Unión de Santa Fe) Juan Murúa (Racing Club) Juan Héctor Guidi (CA Lanús) Martín Pando (Argentinos Juniors) Osvaldo Nardiello (Boca Juniors) Osvaldo Carceo (Argentinos Juniors) Jorge Edgardo D’Ascenzo (CA Independiente) Raúl Belén (Racing Club) Reserve Héctor Rubén Berón (Newell’s Old Boys) Walter Jiménez (CA Independiente) Rubén Héctor Sosa (Racing Club) Cheftrainer: Guillermo Stábile | 01 Gilmar (SC Corinthians) 02 Djalma Santos (Portuguesa) 03 Hilderaldo Bellini (CR Vasco da Gama) 06 Aldemar (SE Palmeiras) 04 Geraldo Scotto (SE Palmeiras) 05 Dino Sani (FC São Paulo) 08 Chinesinho (SE Palmeiras) 07 Júlio Botelho (SE Palmeiras) 09 Delém (CR Vasco da Gama) 10 Décio Esteves (Bangu AC) 11 Roberto Frojuelo (FC São Paulo) Reserve Servílio (Portuguesa) Sabará (CR Vasco da Gama) Cheftrainer: Vicente Feola | Brasilien |
| Argentinien                                                                | 1:2 Rubén Héctor Sosa 92′ | 0:1 Delém 12′ 0:2 Delém 15′ 1:3 Júlio Botelho 104′ 1:4 Servílio 111′ | Brasilien |
| 29. Mai 1960 in Buenos Aires (Estadio Monumental Antonio Vespucio Liberti) | | |           |
| Ergebnis: 1:4 n. V. (0:2 nach 90 Min.)                                     | | |           |
| Spielbericht                                                               | | |           |

## 1963
Die neunte Austragung konnte Brasilien im zweiten Spiel nach Verlängerung für sich entscheiden.

### 1. Spiel
| Brasilien                                        | Brasilien | Argentinien | Argentinien |
| ------------------------------------------------ | --- | --- | ----------- |
| Brasilien                                        | \| 13. April 1963 in São Paulo (Estádio do Morumbi) \| \| Ergebnis: 2:3 (0:1) \| \| Zuschauer: 40.000 \| \| Schiedsrichter: Esteban Marino ( Uruguay) \| | \| 13. April 1963 in São Paulo (Estádio do Morumbi) \| \| Ergebnis: 2:3 (0:1) \| \| Zuschauer: 40.000 \| \| Schiedsrichter: Esteban Marino ( Uruguay) \| | Argentinien |
| Brasilien                                        | 01 Gilmar (FC Santos) 02 Djalma Santos (SE Palmeiras) 03 Mauro Ramos (FC Santos) 05 Dary (Fluminense FC) 06 Altair (Fluminense FC) 04 Zequinha (SE Palmeiras) 08 Mengálvio (FC Santos) 07 Dorval Rodrigues (FC Santos) 09 Coutinho (FC Santos) 10 Pelé (FC Santos) 11 Pepe (FC Santos) Reserve Gérson (CR Flamengo) Ney (SC Corinthians) Amarildo (Botafogo FR) Cheftrainer: Aymoré Moreira | Edgardo Andrada (Rosario Central) Oscar Martín (Racing Club) Rubén Marino Navarro (CA Independiente) José Vázquez (CA Chacarita Juniors) David Iñigo Antonio Cielinsky (CA Vélez Sársfield) Ernesto Juárez (Club Atlético Huracán) Enrique Fernández (Rosario Central) Julio San Lorenzo (Racing Club) Raúl Savoy (CA Independiente) Juan Carlos Lallana (Argentinos Juniors) Reserve Roberto Ferreiro (CA Independiente) José Mesiano (Argentinos Juniors) Mario Rodríguez (CA Independiente) Cheftrainer: Horacio Amable Torres | Argentinien |
| Brasilien                                        | 1:2 Pepe 53′ 2:3 Pepe 70′ | 0:1 Juan Carlos Lallana 20′ 0:2 Juan Carlos Lallana 47′ 1:3 Ernesto Juárez 63′ | Argentinien |
| 13. April 1963 in São Paulo (Estádio do Morumbi) | | |             |
| Ergebnis: 2:3 (0:1)                              | | |             |
| Zuschauer: 40.000                                | | |             |
| Schiedsrichter: Esteban Marino ( Uruguay)        | | |             |

### 2. Spiel
| Brasilien                                                 | Brasilien | Argentinien | Argentinien |
| --------------------------------------------------------- | --- | --- | ----------- |
| Brasilien                                                 | \| 16. April 1963 in Rio de Janeiro (Maracanã) \| \| Ergebnis: 5:2 n. V. (4:1 nach 90 Min. / 2:1 zur Halbzeit) \| \| Zuschauer: 130.000 \| \| Schiedsrichter: Esteban Marino ( Uruguay) \| | \| 16. April 1963 in Rio de Janeiro (Maracanã) \| \| Ergebnis: 5:2 n. V. (4:1 nach 90 Min. / 2:1 zur Halbzeit) \| \| Zuschauer: 130.000 \| \| Schiedsrichter: Esteban Marino ( Uruguay) \| | Argentinien |
| Brasilien                                                 | 01 Gilmar (FC Santos) 02 Djalma Santos (SE Palmeiras) 03 Mauro Ramos (FC Santos) 05 Cláudio Danni (SC Internacional) 06 Altair (Fluminense FC) 04 Zito (FC Santos) 08 Mengálvio (FC Santos) 07 Dorval Rodrigues (FC Santos) 09 Amarildo (Botafogo FR) 10 Pelé (FC Santos) 11 Pepe (FC Santos) Reserve Zequinha (SE Palmeiras) Gérson (CR Flamengo) Mário Zagallo (Botafogo FR) Cheftrainer: Aymoré Moreira | Edgardo Andrada (Rosario Central) Oscar Martín (Racing Club) Rubén Marino Navarro (CA Independiente) José Vázquez (CA Chacarita Juniors) David Iñigo Antonio Cielinsky (CA Vélez Sársfield) Raúl Savoy (CA Independiente) Ernesto Juárez (Club Atlético Huracán) Enrique Fernández (Rosario Central) Julio San Lorenzo (Racing Club) Juan Carlos Lallana (Argentinos Juniors) Reserve Raúl Decaría (CA Independiente) César Luis Menotti (Rosario Central) Mario Rodríguez (CA Independiente) Cheftrainer: Horacio Amable Torres | Argentinien |
| Brasilien                                                 | 1:0 Pelé 20′ 2:0 Amarildo 21′ 3:1 Pelé 50′ 4:1 Pelé 60′ 5:2 Amarildo 95′ | 2:1 Enrique Fernández 30′ 4:2 Raúl Savoy 95′ | Argentinien |
| 16. April 1963 in Rio de Janeiro (Maracanã)               | | |             |
| Ergebnis: 5:2 n. V. (4:1 nach 90 Min. / 2:1 zur Halbzeit) | | |             |
| Zuschauer: 130.000                                        | | |             |
| Schiedsrichter: Esteban Marino ( Uruguay)                 | | |             |

## 1971
Nachdem sich die Mannschaften bei der zehnten im ersten und zweiten Spiel Unentschieden trennten, teilten sich in diesem Jahr den Titel.

### 1. Spiel
| Argentinien                                                                 | Argentinien | Brasilien | Brasilien |
| --------------------------------------------------------------------------- | --- | --- | --------- |
| Argentinien                                                                 | \| 28. Juli 1971 in Buenos Aires (Estadio Monumental Antonio Vespucio Liberti) \| \| Ergebnis: 1:1 (0:0) \| \| Zuschauer: 60.000 \| \| Schiedsrichter: Vital Loraux ( Belgien) \| | \| 28. Juli 1971 in Buenos Aires (Estadio Monumental Antonio Vespucio Liberti) \| \| Ergebnis: 1:1 (0:0) \| \| Zuschauer: 60.000 \| \| Schiedsrichter: Vital Loraux ( Belgien) \| | Brasilien |
| Argentinien                                                                 | Rubén Omar Sánchez (Boca Juniors) Jorge Dominichi (River Plate) Ángel Bargas (CA Chacarita Juniors) César Laraignée (River Plate) Ramón Heredia (CA San Lorenzo) Norberto Madurga (Boca Juniors) José Pastoriza (CA Independiente) Miguel Brindisi (Club Atlético Huracán) Rubén Ayala (CA San Lorenzo) Carlos Bianchi (CA Vélez Sársfield) Rodolfo Fischer (CA San Lorenzo) Reserve Pedro Verde (Estudiantes) Cheftrainer: Juan José Pizzuti | 01 Felix (Fluminense FC) 04 Zé Maria (SC Corinthians) 02 Brito (Botafogo FR) 03 Piazza (Cruzeiro EC) 06 Everaldo (Grêmio FBPA) 05 Clodoaldo (FC Santos) 08 Gérson (FC São Paulo) 11 Roberto Rivelino (SC Corinthians) 07 Vaguinho (Atlético Mineiro) 09 Claudiomiro (SC Internacional) 10 Tostão (Cruzeiro EC) Reserve Marco Antônio (Fluminense FC) Caju (Botafogo FR) Cheftrainer: Mário Zagallo | Brasilien |
| Argentinien                                                                 | 1:1 Norberto Madurga 89′ | 0:1 Caju 79′ | Brasilien |
| 28. Juli 1971 in Buenos Aires (Estadio Monumental Antonio Vespucio Liberti) | | |           |
| Ergebnis: 1:1 (0:0)                                                         | | |           |
| Zuschauer: 60.000                                                           | | |           |
| Schiedsrichter: Vital Loraux ( Belgien)                                     | | |           |

### 2. Spiel
| Argentinien                                                                 | Argentinien | Brasilien | Brasilien |
| --------------------------------------------------------------------------- | --- | --- | --------- |
| Argentinien                                                                 | \| 31. Juli 1971 in Buenos Aires (Estadio Monumental Antonio Vespucio Liberti) \| \| Ergebnis: 2:2 n. V. (1:1 nach 90 Min. / 1:0 zur Halbzeit) \| \| Zuschauer: 65.000 \| \| Schiedsrichter: Ruedi Scheurer ( Schweiz) \| | \| 31. Juli 1971 in Buenos Aires (Estadio Monumental Antonio Vespucio Liberti) \| \| Ergebnis: 2:2 n. V. (1:1 nach 90 Min. / 1:0 zur Halbzeit) \| \| Zuschauer: 65.000 \| \| Schiedsrichter: Ruedi Scheurer ( Schweiz) \| | Brasilien |
| Argentinien                                                                 | Rubén Omar Sánchez (Boca Juniors) Jorge Dominichi (River Plate) Ángel Bargas (CA Chacarita Juniors) César Laraignée (River Plate) Ramón Heredia (CA San Lorenzo) Norberto Madurga (Boca Juniors) José Pastoriza (CA Independiente) Miguel Brindisi (Club Atlético Huracán) Rubén Ayala (CA San Lorenzo) Carlos Bianchi (CA Vélez Sársfield) Rodolfo Fischer (CA San Lorenzo) Reserve Ángel Landucci (Rosario Central) Daniel Onega (River Plate) Ernesto Mastrángelo (Club Atlético Atlanta) Cheftrainer: Juan José Pizzuti | 01 Felix (Fluminense FC) 04 Eurico (SE Palmeiras) 02 Brito (Botafogo FR) 03 Piazza (Cruzeiro EC) 06 Everaldo (Grêmio Porto Alegre) 05 Clodoaldo (FC Santos) 08 Gérson (FC São Paulo) 11 Roberto Rivelino (SC Corinthians) 07 Vaguinho (Atlético Mineiro) 09 Caju (Botafogo FR) 10 Tostão (Cruzeiro EC) Reserve 13 Marco Antônio (Fluminense FC) 16 Claudiomiro (SC Internacional) 15 Lula (Fluminense FC) Cheftrainer: Mário Zagallo | Brasilien |
| Argentinien                                                                 | 1:0 Rodolfo Fischer 12′ 2:1 Rodolfo Fischer 91′ | 1:1 Tostão 82′ 2:2 Caju 115′ | Brasilien |
| 31. Juli 1971 in Buenos Aires (Estadio Monumental Antonio Vespucio Liberti) | | |           |
| Ergebnis: 2:2 n. V. (1:1 nach 90 Min. / 1:0 zur Halbzeit)                   | | |           |
| Zuschauer: 65.000                                                           | | |           |
| Schiedsrichter: Ruedi Scheurer ( Schweiz)                                   | | |           |

## 1976
Die Spiele des elften und letzten Wettbewerbs wurden im Rahmen der Taça do Atlântico ausgetragen. Deshalb kam es bei der elften und letzten Austragung des Wettbewerbs dazu, dass die Spiele erstmals in beiden Ländern ausgetragen wurden. Das erste Spiel in Argentinien und das zweite in Brasilien.
Das Spiel in Buenos Aires zwischen Argentinien und Brasilien war das letzte des bedeutenden brasilianischen Trainers Flávio Costa auf der Bank der Argentinier.

### 1. Spiel
| Argentinien                                      | Argentinien | Brasilien | Brasilien |
| ------------------------------------------------ | --- | --- | --------- |
| Argentinien                                      | \| 27. Februar 1976 in Buenos Aires (El Monumental) \| \| Ergebnis: 1:2 (0:1) \| \| Zuschauer: 35.000 \| \| Schiedsrichter: Roberto Barreiro ( Argentinien) \| | \| 27. Februar 1976 in Buenos Aires (El Monumental) \| \| Ergebnis: 1:2 (0:1) \| \| Zuschauer: 35.000 \| \| Schiedsrichter: Roberto Barreiro ( Argentinien) \| | Brasilien |
| Argentinien                                      | Ricardo La Volpe (CA San Lorenzo) Andrés Rebottaro (Newell’s Old Boys) Daniel Killer (Rosario Central) Pablo Cárdenas (Racing Club) Alberto Tarantini (Boca Juniors) Américo Gallego (Newell’s Old Boys) Marcelo Trobbiani (Racing Club) Ricardo Bochini (CA Independiente) Héctor Scotta (FC Sevilla) Mario Kempes (FC Valencia) Oscar Ortiz (Grêmio FBPA) Reserve Julio Daniel Asad (CA Vélez Sársfield) René Houseman (Club Atlético Huracán) Cheftrainer: César Luis Menotti | 01 Valdir Peres (FC São Paulo) 02 Getúlio (Atlético Mineiro) 03 Miguel Ferreira (Fluminense FC) 04 Amaral (Guarani FC) 05 Francisco Marinho (Botafogo FR) 06 Chicão (FC São Paulo) 08 Falcão (SC Internacional) 10 Zico (CR Flamengo) 07 Flecha (Guarani FC) 09 Geraldo Assoviador (CR Flamengo) 11 Lula (SC Internacional) Reserve 16 Palhinha (Cruzeiro EC) 15 Edu Bala (SE Palmeiras) Cheftrainer: Osvaldo Brandão | Brasilien |
| Argentinien                                      | 1:2 Mario Kempes 74′ (Strafstoß) | 0:1 Lula 5′ 0:2 Zico 67′ | Brasilien |
| 27. Februar 1976 in Buenos Aires (El Monumental) | | |           |
| Ergebnis: 1:2 (0:1)                              | | |           |
| Zuschauer: 35.000                                | | |           |
| Schiedsrichter: Roberto Barreiro ( Argentinien)  | | |           |

### 2. Spiel
| Brasilien                                   | Brasilien | Argentinien | Argentinien |
| ------------------------------------------- | --- | --- | ----------- |
| Brasilien                                   | \| 19. Mai 1976 in Rio de Janeiro (Maracanã) \| \| Ergebnis: 2:0 (0:0) \| \| Schiedsrichter: Agomir Martins ( Brasilien) \| | \| 19. Mai 1976 in Rio de Janeiro (Maracanã) \| \| Ergebnis: 2:0 (0:0) \| \| Schiedsrichter: Agomir Martins ( Brasilien) \| | Argentinien |
| Brasilien                                   | 01 Valdir Peres (FC São Paulo) 02 Orlando Pereira (America FC (RJ)) 03 Jayme (CR Flamengo) 04 Amaral (Guarani FC) 05 Marco Antônio (CR Vasco da Gama) 06 Chicão (FC São Paulo) 08 Geraldo Assoviador (CR Flamengo) 10 Roberto Rivelino (Fluminense FC) 07 Gil (Fluminense FC) 08 Neca (Grêmio FBPA) 11 Lula (SC Internacional) Reserve Beto Fuscão (Grêmio FBPA) Falcão (SC Internacional) Cheftrainer: Osvaldo Brandão | Ricardo La Volpe (CA San Lorenzo) Jorge Olguín (CA San Lorenzo) Jorge Carrascosa (Club Atlético Huracán) Daniel Passarella (River Plate) Alberto Tarantini (Boca Juniors) Américo Gallego (Newell’s Old Boys) Marcelo Trobbiani (Racing Club) Ricardo Bochini (CA Independiente) René Houseman (Club Atlético Huracán) Leopoldo Luque (River Plate) Mario Kempes (FC Valencia) Reserve Norberto Alonso (River Plate) José Daniel Valencia (Club Atlético Talleres) Cheftrainer: César Luis Menotti | Argentinien |
| Brasilien                                   | 1:0 Lula 64′ 2:0 Neca 88′ | | Argentinien |
| 19. Mai 1976 in Rio de Janeiro (Maracanã)   | | |             |
| Ergebnis: 2:0 (0:0)                         | | |             |
| Schiedsrichter: Agomir Martins ( Brasilien) | | |             |